# لوون سوم، شاه ارمنستان
لئو سوم، شاه ارمنستان (ارمنی: Լեիոն Գ؛ زاده ۱۲۸۹ – درگذشته ۱۳۰۷)،  شاه ارمنی کیلیکیه از سال ۱۳۰۳ یا ۱۳۰۵ تا ۱۳۰۷ همراه با عمویش، هتوم دوم بود. یکی از اعضای دودمان هتوم، او پسر توروس سوم ارمنستان و مارگارت لوسیگنان بود، که دختر شاه هیو سوم قبرس بود.

## سلطنت لئو
در سال ۱۳۰۳، در حالی که هنوز به جایی بند نبود، او مالک پادشاهی ارمنستان پس از کناره‌گیری عمویش هتوم دوم، نایب‌السلطنه بود. پادشاهی ارمنی کیلیکیه در آن زمان در یک وضعیت ناپایدار بود، و یک رابطه شکننده را با امپراتوری مغول حفظ می‌کرد، این درحالی بود که در برابر حملات مسلمانان مملوک از جنوب دفاع می‌کرد. تخت پادشاهی ارمنستان چندین بار در طول عمر کوتاه لئو جابجا شد، که عمدتاً توسط عموی او هتوم دوم در سال ۱۲۹۵ و همچنین در سال ۱۲۹۶ میلادی توسط پدرش توروس سوم، به آرامش رسید، سپس توسط سمبات عموی دیگرش غصب شد، و البته پیش از آن توسط برادرش کنستانتین سوم ارمنستان غصب شده بود؛ و توسط برادرش هتوم دوم در سال ۱۲۹۹سرنگون شد. توروس سوم در سال ۱۲۹۸ کشته شد و پس از هتوم در سال ۱۳۳۰ تاج پادشاهی توروس به پسرش لئو رسید.
در سال ۱۳۰۵هتوم و لئو رهبری ارتش ارمنستان را برای شکست نیروهای مملوک در باگراس به عهده گرفتند. در تاریخ ۱۷ نوامبر ۱۳۰۷، لئو و هتوم با خدم حشم خود در حالی که به بارگاه سردار مغول بیلارگو در آنازاروا رفتند، به قتل رسیدند.

## خانواده
او با دخترعموی خود آگنس ماری د لوسیگنان (درگذشت ۱۳۰۹)، دختر شاهزاده ایزابلا ارمنستان و آمالریک د لوسیگنان، ازدواج کرد ولی صاحب فرزندی نشد.